# 이피메데이아
이피메데이아(Iphimedeia)는 그리스 신화에 나오는 알로이다이의 어머니이다. 태양신 헬리오스의 아들 트리오파스가 미르미돈의 딸 히스킬라와 결혼하여 태어난 딸이며, 로도스섬을 어지럽히던 뱀떼를 물리친 포르바스의 누이이다. 아이톨리아 지방에 알로스를 건설한 알로에우스와 결혼하였는데, 알로에우스는 포세이돈과 카나케의 아들이다. 이피메데이아는 오토스, 에피알테스 거인 형제와 판크라티스라는 딸을 낳았다. 오토스와 에피알테스 형제는 '알로에우스의 아들들'이라는 뜻의 알로아다이라고 부르지만, 이들은 포세이돈의 자식들이라고 한다. 즉, 바다의 신 포세이돈을 사랑한 이피메데이아가 해변에 앉아서 파도의 애무를 받은 뒤 임신하여 낳은 자식들이라는 것이다. 판크라티스는 그녀에게 구혼한 시켈로스와 헤케토로스가 서로 싸우다 죽은 뒤에 스트롱길레섬의 트라키아 사람들의 왕 아가사메노스와 결혼하였다.